# Bad Attitude
Bad Attitude è un album di Meat Loaf registrato in Gran Bretagna nel 1984.

## Il disco
Contiene due canzoni di Jim Steinman, entrambe registrate precedentemente, e un duetto con Roger Daltrey. Secondo l'autobiografia di Meat Loaf, egli voleva che Steinman scrivesse l'intero album, ma l'attesa per le canzoni divenne così lunga che il cantante si rivolse ad altri compositori. L'album si concentra soprattutto sul lato hard rock di Meat Loaf, e fu un successo minore producendo pochi singoli, tra cui quello con più successo fu Modern Girl. L'edizione americana del 1985 della RCA Records  ebbe differenti mixaggio e tracklist e vide la partecipazione di Roger Daltrey, Clare Torry e Zee Carling

## Tracce
Arrangiamenti di Paul Buckmaster, Paul Jacobs

### Edizione Europea
1. Bad Attitude – 4:44 (Paul Jacobs, Sarah Durkee)
2. Modern Girl – 4:24 (Jacobs, Durkee)
3. Nowhere Fast – 5:12 – Jim Steinman
4. Surf's Up – 4:23 (Steinman)
5. Piece of the Action – 4:15 (Jacobs, Durkee)
6. Jumpin' the Gun – 3:12 (Jacobs, Durkee) – Cantata da Meat Loaf
7. Cheatin' in Your Dreams – 4:08 (John Parr)
8. Don't Leave Your Mark on Me – 4:07 (Parr, Julia Downes)
9. Sailor to a Siren – 4:40 (Jacobs, Durkee)

Durata totale: 39:05

### edizione per Stati Uniti e Canada
1. Bad Attitude – 4:55 (Paul Jacobs, Sarah Durkee) – Cantata da Meat Loaf & Roger Daltrey
2. Modern Girl – 4:28 (Jacobs, Durkee) – Cantata da Meat Loaf & Clare Torry
3. Nowhere Fast – 5:13 – Jim Steinman
4. Surf's Up – 4:46 (Steinman)
5. Piece of the Action – 4:02 (Jacobs, Durkee)
6. Jumpin' the Gun – 3:13 (Jacobs, Durkee) – Cantata da Meat Loaf & Zee Carling
7. Sailor to a Siren – 5:05 (John Parr)
8. Don't Leave Your Mark on Me – 4:08 (Parr, Julia Downes)
9. Cheatin' in Your Dreams – 4:16 (Jacobs, Durkee)

Durata totale: 40:06

## Formazione
- Meat Loaf — voce
- Bob Kulick — chitarra
- Paul Vincent — chitarra (tracce 4, 6)
- John Siegler — basso
- Mo Foster — basso (traccia 5)
- Paul Jacobs — piano, tastiere, cori
- Ronnie Asprey — saxofono (traccia 7)
- Wells Kelly — tamburi, percussioni, cori
- Curt Cress — tamburi (traccia 4)
- Frank Ricotti — percussioni (tracce 3, 6)
- Roger Daltrey — voce (traccia 1)
- Clare Torry — voce (traccia 2), cori
- Zee Carling — voce (traccia 6)
- Stephanie de Sykes — cori